# Żeliszew (gmina)
Żeliszew (od 1973 Kotuń) – dawna gmina wiejska istniejąca do 1954 roku w woj. lubelskim/warszawskim. Siedzibą władz gminy był Żeliszew Podkościelny.
W okresie międzywojennym gmina należała do powiatu siedleckiego w woj. lubelskim. Po wojnie gmina zachowała przynależność administracyjną.
1 stycznia 1949 roku gmina wraz z całym powiatem siedleckim została przeniesiona do woj. warszawskiego. Według stanu z dnia 1 lipca 1952 roku gmina składała się z 17 gromad.
Gmina została zniesiona 29 września 1954 roku wraz z reformą wprowadzającą gromady w miejsce gmin. Jednostki nie przywrócono 1 stycznia 1973 roku po reaktywowaniu gminu, tworzono natomiast jej terytorialny odpowiednik, gminę Kotuń.